# 東京都立多摩南部地域病院
東京都立多摩南部地域病院（とうきょうとりつたまなんぶちいきびょういん）は、東京都多摩市にある医療機関。地方独立行政法人東京都立病院機構が運営する病院である。

## 沿革
東京都保健医療公社2番目の病院として1993年に開設（公社の性格は当該項目を参照されたい）。区東部に次いで病床数が少なかった多摩南部（八王子市、町田市、日野市、多摩市、稲城市）を対象とする地域病院として、二次医療（入院して継続的な治療・看護が必要となる医療）を提供する病院として設置するとともに、重点医療として救急医療・及び地域に不足しているがん医療を行うこととされた。現在は東京都のエイズ診療協力病院（エイズ治療拠点病院、1995年11月16日指定）、東京都災害時後方医療施設（東京都災害拠点病院、1997年2月28日指定）、地域医療支援病院（1998年9月4日承認）の機能を有する。
2022年7月1日から公益財団法人東京都保健医療公社から地方独立行政法人東京都立病院機構多摩南部地域病院に移行。

## 設置まで
多摩南部の病院として、多摩永山病院の設置が決定したのちに現在の場所に誘致されたが、その過程で八王子市も名乗りを上げ、熾烈な誘致合戦が行われた。現在の場所は元々龍田山(たつだやま)という、現在の天本病院付近を最高峰(145m)とする山であり、誘致の時点で既に山ではなく造成地であった。設置決定時点での住所は多摩市大字落合字中沢2914-1外。

## 診療科
| - 内科 - 神経科 - 循環器内科 - 小児科 | - 外科 - 脳神経外科 - 整形外科 - 眼科 - 耳鼻咽喉科 - 皮膚科 | - 泌尿器科 - 婦人科 - 放射線科 - 歯科口腔外科 - 麻酔科 - 病理診断科 - 緩和ケア科 |

## 施設指定等
- 東京都二次救急医療機関
- 東京都災害時後方医療施設（災害拠点病院）
- 保険医療機関
- 労災保険指定医療機関
- 指定自立支援医療機関（更生医療・育成医療）
- 生活保護法指定医療機関
- 結核指定医療機関
- 原子爆弾被害者一般疾病医療取扱医療機関
- 地域医療支援病院
- へき地医療拠点病院
- 臨床研修指定病院
- エイズ治療拠点病院

## 交通アクセス
- 多摩センター駅より徒歩15分、もしくは京王電鉄バス桜73系統・多摩市ミニバス東西線左循環で「多摩南部地域病院」下車